# Houssem Eddine Mrezigue
Houssem Eddine Mrezigue (Aïn Arnat, 23 marzo 2000) è un calciatore algerino, attaccante della Dinamo Machačkala e della nazionale algerina.

## Carriera

### Club
Cresciuto nel settore giovanile del CR Belouizdad, debutta in prima squadra il 6 dicembre 2020 in occasione dell'incontro di CAF Champions League vinto 2-0 contro l'Al-Nassr.

### Nazionale
Il 17 giugno 2021 debutta con la nazionale algerina in occasione dell'amichevole vinta 5-1 contro la Liberia. Nel novembre seguente viene convocato per disputare la Coppa araba FIFA 2021.

## Statistiche
Statistiche aggiornate al 10 dicembre 2021.

### Presenze e reti nei club
| Stagione        | Squadra         | Campionato      | Campionato | Campionato | Coppe nazionali | Coppe nazionali | Coppe nazionali | Coppe continentali | Coppe continentali | Coppe continentali | Altre coppe | Altre coppe | Altre coppe | Totale | Totale | Totale |
| Stagione        | Squadra         | Comp            | Pres       | Reti       | Comp            | Pres            | Reti            | Comp               | Pres               | Reti               | Comp        | Pres        | Reti        | Pres   | Reti   |        |
| --------------- | --------------- | --------------- | ---------- | ---------- | --------------- | --------------- | --------------- | ------------------ | ------------------ | ------------------ | ----------- | ----------- | ----------- | ------ | ------ | ------ |
| 2020-2021       | CR Belouizdad   | L1              | 34         | 1          | CA              | 0               | 0               | CCL                | 9                  | 0                  |             | -           | -           | 43     | 1      |        |
| 2021-2022       | CR Belouizdad   | L1              | 5          | 0          | CA              | 0               | 0               | CCL                | 4                  | 0                  |             | -           | -           | 9      | 0      |        |
| Totale carriera | Totale carriera | Totale carriera | 39         | 1          |                 | 0               | 0               |                    | 13                 | 0                  |             | -           | -           | 52     | 1      |        |

### Cronologia presenze e reti in nazionale
| Cronologia completa delle presenze e delle reti in nazionale ― Algeria | Cronologia completa delle presenze e delle reti in nazionale ― Algeria | Cronologia completa delle presenze e delle reti in nazionale ― Algeria | Cronologia completa delle presenze e delle reti in nazionale ― Algeria | Cronologia completa delle presenze e delle reti in nazionale ― Algeria | Cronologia completa delle presenze e delle reti in nazionale ― Algeria | Cronologia completa delle presenze e delle reti in nazionale ― Algeria | Cronologia completa delle presenze e delle reti in nazionale ― Algeria |
| Data                                                                   | Città                                                                  | In casa                                                                | Risultato                                                              | Ospiti                                                                 | Competizione                                                           | Reti                                                                   | Note                                                                   |
| ---------------------------------------------------------------------- | ---------------------------------------------------------------------- | ---------------------------------------------------------------------- | ---------------------------------------------------------------------- | ---------------------------------------------------------------------- | ---------------------------------------------------------------------- | ---------------------------------------------------------------------- | ---------------------------------------------------------------------- |
| 17-6-2021                                                              | Bir El Djir                                                            | Algeria                                                                | 5 – 1                                                                  | Liberia                                                                | Amichevole                                                             | -                                                                      | 62’ 66’                                                                |
| 1-12-2021                                                              | Ar Rayyan                                                              | Algeria                                                                | 4 – 0                                                                  | Sudan                                                                  | Coppa araba FIFA 2021 - 1º turno                                       | -                                                                      |                                                                        |
| 4-12-2021                                                              | Al Wakrah                                                              | Libano                                                                 | 0 – 2                                                                  | Algeria                                                                | Coppa araba FIFA 2021 - 1º turno                                       | -                                                                      | 73’, 79’                                                               |
| 12-12-2021                                                             | Doha                                                                   | Marocco                                                                | 2 – 2 dts (5 – 7 dtr)                                                  | Algeria                                                                | Coppa araba FIFA 2021 - Quarti di finale                               | -                                                                      |                                                                        |
| 18-12-2021                                                             | Al Khawr                                                               | Tunisia                                                                | 0 – 2 dts                                                              | Algeria                                                                | Coppa araba FIFA 2021 - Finale                                         | -                                                                      | 90’                                                                    |
| Totale                                                                 |                                                                        | Presenze                                                               | 5                                                                      |                                                                        | Reti                                                                   | 0                                                                      |                                                                        |

## Palmarès

### Nazionale
- Coppa araba FIFA: 1

Qatar 2021

### Individuale
- Miglior giocatore del Campionato delle nazioni africane: 1

Algeria 2022